# C. M. Poonacha
Cheppudira Muthana „C. M.“ Poonacha (Kannada: ಸಿ.ಎಮ್.ಪೂಣಚ್ಚ; * 26. September 1910 in Attur, Coorg, Britisch-Indien, heute: Karnataka; † 3. August 1990 in Gonikoppal, Distrikt Kodagu, Karnataka) war ein indischer Politiker des Indischen Nationalkongresses (INC), der unter anderem zwischen 1952 und 1956 erster und einziger Chief Minister des damaligen Bundesstaates Coorg war. Er war ferner zwischen 1964 und 1967 Mitglied der Rajya Sabha, des Oberhauses des Parlaments (Bhāratīya Sansad), sowie von 1967 bis 1971 Mitglied der Lok Sabha, des Unterhauses des Parlaments. Im Kabinett Indira Gandhi I fungierte er unter anderem zwischen 1967 und 1969 als Eisenbahnminister und war später von 1978 bis 1980 Gouverneur von Madhya Pradesh sowie zuletzt zwischen 1980 und 1983 Gouverneur von Orissa.

## Leben
Cheppudira Muthana „C. M.“ Poonacha, Sohn von Cheppudira Muthana, war zwischen für den Indischen Nationalkongresses (INC) zwischen 1945 und 1946 Mitglied des Legislativrates (Legislative Council) von Coorg. Nach der Unabhängigkeit Indiens vom Vereinigten Königreich am 15. August 1947 wurde er für den INC zunächst Mitglied der Verfassungsgebenden Versammlung (Constituent Assembly) und war daraufhin zwischen 1950 und 1951 Mitglied des Provisorischen Parlaments (Provisional Parliament). Am 17. März 1952 wurde er erster Chief Minister des damaligen Bundesstaates Coorg. Er bekleidete dieses Amt bis Coorg am 1. November 1956 Teil des Bundesstaates Mysore, dem heutigen Karnataka, vereinigt wurde und war damit zugleich auch einziger Chief Minister von Coorg. Im Anschluss wurde er 1957 Minister in der Regierung von Mysore.
Am 3. April 1964 wurde C. M. Poonacha Mitglied der Rajya Sabha, des Oberhauses des Parlaments (Bhāratīya Sansad), und gehörte dieser als Vertreter des Bundesstaates Mysore bis zum 25. Februar 1967 an. Zugleich war er zwischen Januar 1966 und März 1967 Staatsminister in den Ministerien für Eisenbahnen, Transport und Zivilluftfahrt. Bei der Parlamentswahl vom 15. bis 21. Februar 1967 wurde er für den INC im Wahlkreis Mysore-Mangalore mit 41,1 Prozent der Stimmen zum Mitglied der Lok Sabha gewählt, des Unterhauses des Parlaments. Dieser gehörte er in der vierten Legislaturperiode bis zur Parlamentswahl vom 1. bis 10. März 1971 an. Im Kabinett Indira Gandhi I wurde er am 13. März 1967 Nachfolger von S. K. Patil als Eisenbahnminister und hatte dieses Amt bis zu seiner Ablösung durch Ram Subhag Singh am 14. Februar 1969 inne. Er selbst wurde nach dieser Regierungsumbildung am 14. Februar 1969 Minister für Stahl und Schwerindustrie und behielt dieses bis zum 15. November 1969, woraufhin Sardar Swaran Singh ihn ablöste.
Als Nachfolger von Niranjan Nath Wanchoo übernahm Poonacha am 17. August 1978 das Amt als Gouverneur von Madhya Pradesh. Er übte dieses bis zum 29. April 1980 aus und wurde daraufhin von Bhagwat Dayal Sharma abgelöst. Er selbst löste am 4. November 1980 Sukanta Kishore Ray als Gouverneur von Orissa. Er hatte diese Funktion zunächst bis zum 24. Juni 1982 inne, woraufhin Ranganath Misra ihn ablöste. Bereits am 1. September 1982 übernahm er von Ranganath Misra noch einmal das Amt als Gouverneur von Orissa und übte dieses bis zum 16. August 1983, woraufhin Bishambhar Nath Pande ihm nachfolgte. Er war verheiratet und Vater von zwei Söhnen sowie zwei Töchtern.